# Riera de Riudevila
La Riera de Riudevila és un afluent de l'Onyar. Neix al Veïnat de les Fonts al nord de Salitja en un dels contraforts del volcà de la Crosa i desemboca a l'Onyar a Riudellots de la Selva al nord del Veïnat de l'Estació. Passa sota el pont de Riudevila, un pont del camí ral de Barcelona a França, ara en desús del qual les parts més vells daten del segle xii.
Existeix un document de l'any 1763 conservat a l'Arxiu Parroquial de Riudellots i escrit per Joan Calderó, fill d'un clergue del poble, on explica com l'any 1340 el poble va canviar d'emplaçament degut a les freqüents inundacions que patia. Aquestes ja estaven documentades des de l'any 1322, a causa de la situació del poble enmig de dues rieres: Cric i Riudevila.